# Philomeces rusoscapodus
Philomeces rusoscapodus là một loài bọ cánh cứng trong họ Cerambycidae.